# Campitello di Fassa
Campitello di Fassa är en ort och kommun i provinsen Trento i regionen Trentino-Sydtyrolen i Italien. Kommunen hade 713 invånare (2018).